# Ximena Chávez Balderas
Ximena Chávez Balderas es una arqueóloga y antropóloga mexicana. Se especializa en estudios de la civilización mexica y en bioarqueología.

## Trayectoria académica
Chávez Balderas se graduó en 2002 de la licenciatura en arqueología en la Escuela Nacional de Antropología e Historia (ENAH). Obtuvo la maestría en antropología con especialidad en antropología física en la Facultad de Filosofía y Letras de la Universidad Nacional Autónoma de México. En 2014 obtuvo una segunda maestría en antropología en la Universidad Tulane y en 2019 se convirtió en doctora en la misma disciplina y la misma universidad. Forma parte del consejo de asesores de la revista Arqueología Mexicana.
Actualmente es perita en antropología de la Fiscalía General del Estado de Quintana Roo. 

### Líneas de investigación
Chávez Balderas se ha especializado en el estudio de los mexicas y su ciudad capital México-Tenochtitlan, específicamente sus usos funerarios y sacrificiales. Durante varias temporadas de campo fue miembro del Proyecto Templo Mayor (INAH), dirigido por el arqueólogo Leonardo López Luján. En ese contexto participó en las exploraciones del monolito de Tlaltecuhtli y los depósitos rituales asociados.

## Obra
- Chávez Balderas, Ximena (2007). Rituales funerarios en el Templo Mayor. México: Instituto Nacional de Antropología e Historia.
- Chávez Balderas, Ximena (2017). Sacrificio humano y tratamientos postsacrificiales en el Templo Mayor de Tenochtitlan. México: Instituto Nacional de Antropología e Historia.
- López Luján, Leonardo y Chávez Balderas, Ximena (coords.) (2019). Al pie del Templo Mayor de Tenochtitlan, Estudios en honor a Eduardo Matos Moctezuma. México: El Colegio Nacional.
- Olivier, Guilhem, Chávez Balderas, Ximena, y Santos Fita, Didac (2019). A la búsqueda del significado del uso ritual de mandíbulas humanas y animales en Mesoamérica. México: Instituto Nacional de Antropología e Historia.

## Premios y reconocimientos
- 2002 - Premio INAH "Alfonso Caso" a la mejor tesis de licenciatura en arqueología, México.
- 2005-2006 - Beca de la Fundación para el Avance de los Estudios Mesoamericanos, Estados Unidos.
- 2009 - Premio INAH "Miguel Covarrubias" al mejor montaje museográfico de exposición temporal, México.
- 2013 - Premio INAH "Javier Romero Molina" a la mejor tesis de maestría en antropología física, México.
- 2016-2017 - Beca para jóvenes investigadores, Dumbarton Oaks, Estados Unidos.
- 2020 - Premio INAH "Javier Romero Molina" a la mejor tesis de doctorado en antropología física, México.
- 2024 - "Alfredo López Austin Award for Excellence in Mesoamerican Studies", Harvard University, Estados Unidos.